# 苯代三聚氰胺
苯代三聚氰胺（又称苯并胍胺）是一种有机化合物，化学式为(CNH2)2(CC6H5)N3。它是三聚氰胺上一个氨基被苯基取代的产物。苯代三聚氰胺可用于三聚氰胺-甲醛树脂的生产。它的一个相关化合物是6-甲基-2,4-二氨基-1,3,5-三嗪。
苯代三聚氰胺可以由双氰胺和苯甲腈反应后冷凝制得。

## 安全性
苯代三聚氰胺的半数致死量（大鼠，经口）是1470 mg/kg。